# Мыхлик, Василий Ильич

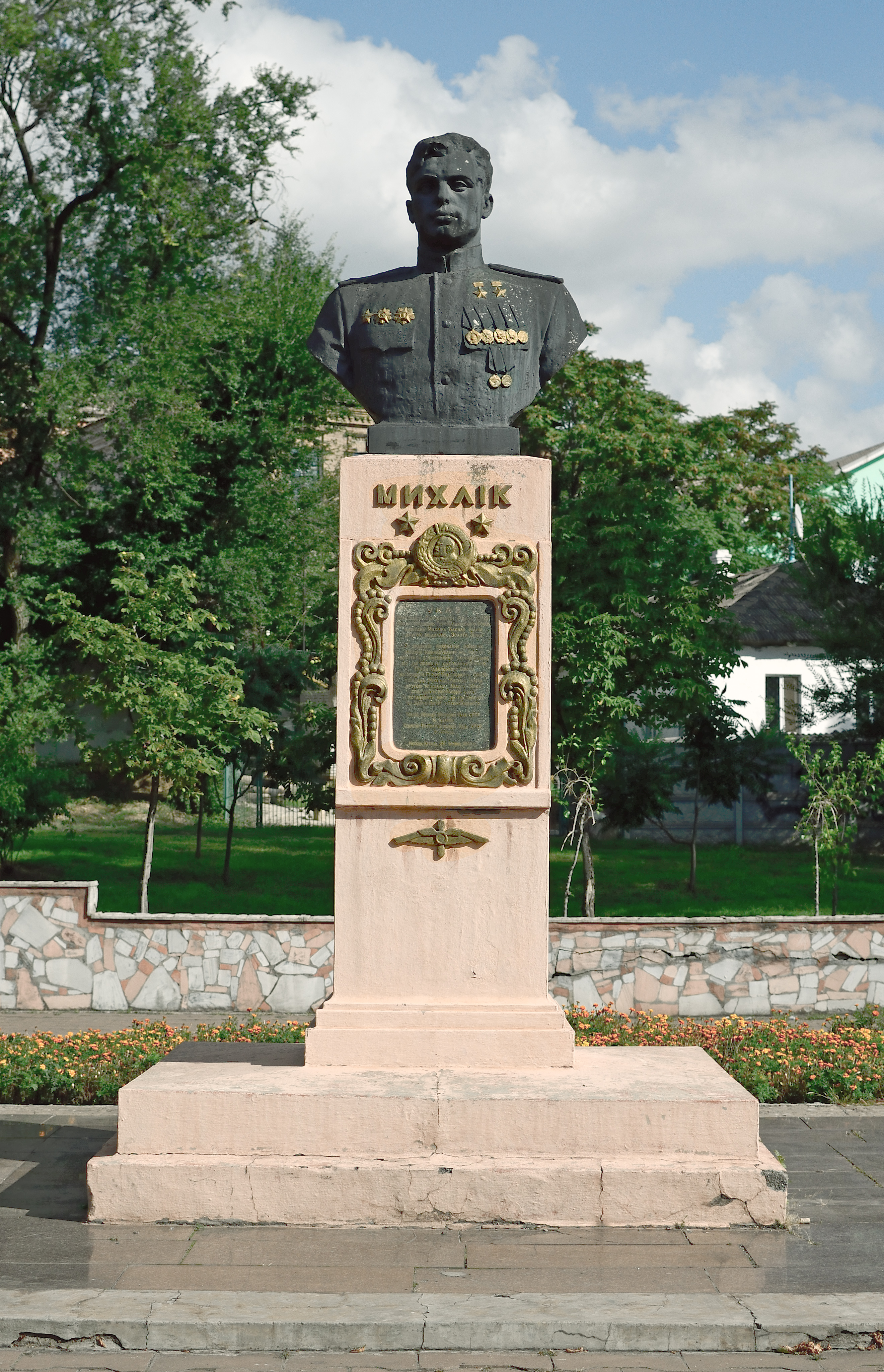
Памятник-бюст Василию Мыхлику в Кривом Роге

Могила Мыхлика на Троекуровском кладбище Москвы

Васи́лий Ильи́ч Мы́хлик (29 декабря 1922, Андреевка, Екатеринославская губерния — 29 декабря 1996, Москва) — советский военный лётчик 2-го класса (1952), полковник (1953), дважды Герой Советского Союза (февраль 1945; июнь 1945).

## Биография
Родился 29 декабря 1922 года в селе Солдатское Казанковской волости Елисаветградского уезда (ныне село Андреевка Казанковского района Николаевской области, Украина) в сельской семье. Украинец.
В 1925 году умер отец и в 1926 году Василий с матерью Варварой переехал в город Кривой Рог, детство и юность провёл в посёлке МОПР, жил в доме № 49 по улице Правды (ныне Тарапаковская улица). В одном доме с ними жила семья Дмитрия и Бориса Глинок. В 1938 году вступил в криворожский комсомол. В 1940 году окончил 10 классов средней школы № 8.
В Красной армии с ноября 1940 года. В 1941 году окончил Вольскую военную школу авиамехаников. Служил авиамехаником в 8-м запасном истребительном авиационном полку (Саратовская область). Прошёл обучение на лётчика во 2-м отдельном учебно-тренировочном авиационном полку (март-декабрь 1942) и Учебном центре переучивания при 224-й штурмовой авиационной дивизии (декабрь 1942 — апрель 1943).
Участник Великой Отечественной войны: в мае 1943 — мае 1945 — лётчик, командир звена, заместитель командира и командир авиаэскадрильи, штурман 566-го штурмового авиационного полка. Воевал на Западном, Брянском, Ленинградском и 3-м Белорусском фронтах. Участвовал в Курской битве, Орловской, Красносельско-Ропшинской, Ленинградско-Новгородской, Выборгской, Нарвской, Таллинской, Восточно-Прусской и Кёнигсбергской операциях, ликвидации Земландской группировки противника.
31 января 1944 года был сбит в воздушном бою и совершил посадку за линией фронта. 3 февраля 1944 года вместе со стрелком-радистом вернулся к своим. За время войны совершил 188 боевых вылетов на штурмовике Ил-2 для нанесения ударов по живой силе и технике противника.
За мужество и героизм, проявленные в боях, Указом Президиума Верховного Совета СССР от 23 февраля 1945 года капитану Мыхлику Василию Ильичу присвоено звание Героя Советского Союза с вручением ордена Ленина и медали «Золотая Звезда».
Указом Президиума Верховного Совета СССР от 29 июня 1945 года майор Мыхлик Василий Ильич награждён второй медалью «Золотая Звезда».
После войны до 1946 года был штурманом штурмовых авиаполков (в Ленинградском военном округе). В 1951 году окончил Военно-воздушную академию (Монино). В 1951—1952 годах — лётчик-инспектор по технике пилотирования штурмовой авиадивизии (в Московском военном округе), в 1952—1953 годах — лётчик-инспектор по технике пилотирования и теории полёта отдела боевой подготовки Управления ВВС Московского военного округа. В апреле-июле 1953 года — заместитель командира исследовательского штурмового авиаполка 4-го Центра боевого применения ВВС (Тамбов).
В 1953—1958 годах — старший лётчик-инспектор в Управлении боевой подготовки ВВС. В 1958—1960 годах — старший лётчик-инспектор Управления авиационной подготовки ЦК ДОСААФ. В 1960—1966 годах — ответственный дежурный по командному пункту управления полётами Главного штаба ВВС. С октября 1966 года полковник В. И. Мыхлик в запасе.
Работал во Всесоюзном тресте «Союзнефтекомплект»: инженером (январь-февраль 1967), старшим инженером (1967—1970), заместителем начальника (1970—1976) и начальником (1976—1981) отдела сводного комплектования промыслового строительства северных районов.
Жил в Москве. Умер 29 декабря 1996 года. Похоронен на Троекуровском кладбище в Москве.

## Награды
- Дважды Герой Советского Союза (23.02.1945; 29.06.1945);
- орден Ленина (23.02.1945);
- трижды Орден Красного Знамени (7.09.1943; 21.06.1944; 22.02.1945);
- орден Александра Невского (5.11.1944);
- дважды Орден Отечественной войны 1-й степени (25.07.1944; 11.03.1985);
- орден Красной Звезды (31.07.1943);
- Почётный гражданин Кривого Рога (17.03.1982)[5];
- медали.

## Память
- Имя на Стеле Героев в Кривом Роге;
- Бронзовый памятник-бюст В. И. Мыхлику установлен в сквере имени Мыхлика в городе Кривой Рог[6][7];
- В городе Кривой Рог на доме, в котором жил В. И. Мыхлик, установлена мемориальная доска;
- На территории Вольского высшего военного училища тыла установлена мемориальная доска.